# Ivana Radačić
Ivana Radačić (rođena 24. studenoga 1977.) hrvatska je znanstvenica, pravnica, aktivistkinja za ljudska prava. Članica je Radne skupine UN-a o diskriminaciji žena i djevojčica, tzv. specijalne procedure Vijeća za ljudska prava. 

## Obrazovanje
Ivana Radačić rođena je u Zagrebu gdje je završila osnovnu školu i opću gimnaziju, kao i osnovnu i srednju glazbenu školu (violončelo). Diplomirala je pravo na Sveučilištu u Zagrebu, nakon čega je magistrirala kriminologiju na Sveučilištu u Cambriddgeu (kao OSI FCO Chevening stipendistica) te pravo na Sveučilištu u Michiganu (kao Ron Brown stipendistica). Godine 2008. doktorirala je pravo na Sveučilištu u Londonu, u području ljudskih prava žena. Za vrijeme doktorskih studija bila je stipendistica Frederick Bonnart Braunthal zaklade. 

## Interesi
Područja interesa su joj feminizam, rod, seksualnost i pravo, ljudska prava, rodna ravnopravnost, sociološko-pravna metoda. Kroz ove teme dala je značajan doprinos razvoju rodnih studija, kao i pravnih studija u Hrvatskoj. 

## Nagrade
Dobitnica je nagrade za najbolji doktorski rad Feminism and Human Rights. Dobila je i Enedevour Reserach Award za postdoktorsko istraživanje o regulaciji silovanja, koje je radila na Sveučilištu u Melbourneu, pod mentorstvom Dianne Otto. 

## Radno iskustvo
Zaposlena je u Institutu društvenih znanosti Ivo Pilar te predaje na Sveučilištu u Osijeku. Uvela je kolegij Ljudska prava te kolegij Gender and Human Rights na Centar za Hrvatske studije, gdje je deset godina predavala. Predavala je i na UN University for Peace u San Jose u Kostariki te na European Centre for Human Rights and Democratisation u Veneciji, a boravila je i na Sveučilištu u Kentu, NUI Galway te Victoria University of Wellington, kao gostujuća znanstvenica. Od 2017. članica je Radne skupine UN-a, a od 2018. do 2019. bila je predsjednica. Bila je vanjska članica Saborskog odbora za ravnopravnost spolova od 2012. do 2015., članica stručne radne skupine za izradu nacrta Nacionalnog programa zaštite i promicanja ljudskih prava i prava nacionalnih manjina od 2013. do 2016. godine te Zakona o ravnopravnosti spolova (2003.). Surađivala je i s raznim međunarodnim institucijama: UN Women, UNICEF, Roma education fund, Svjetska banka te Vijeće Europe. Vodila je projekt Centra za mirovne studije o edukaciji hrvatskih odvjetnika o Europskoj konvenciji za zaštitu ljudskih prava, u okviru kojeg je i uredila publikaciju Usklađenost hrvatskog zakonodavstva i prakse sa standardima Europske konvencije za zaštitu ljudskih prava (CMS, 2011.). Surađuje s brojnim udrugama za zaštitu ženskih prava, uključujući B.a.b.e., CESI, Roditelji u akciji - Roda. Članica je i dugogodišnja predavačica Centra za ženske studije koji je objavio njezinu uredničku knjigu Žene i pravo (2009.), prvu takvu knjigu u Hrvatskoj koja sadrži tekstove glavnih feminističkih pravnih teoretičarki. 

## Istraživanja i radovi
Ivana Radačić radila je istraživanje sudske prakse u području seksualnog nasilja sudova u četiri najveća grada u četverogodišnjem periodu. Rezultati su objavljeni u knjizi Seksualno nasilje: mitovi, stereotipi i pravni sustav (TimPRESS, 2014). Trenutno vodi projekt Regulacija prostitucije u RH (Hrvatska zaklada za znanost), koji uključuje analizu sudsku praksu, intervjue s raznim stručnjacima te pravosudnim i policijskim službenicima, kao i osobama koje prodaju seksualne usluge. Rezultati prethodnog međunarodnog projekta kojeg je vodila u tom području (Comparing Croatian and Slovenian Prostitution Regimes, International research Foundation) objavljeni su u knjizi Prostitution in Croatia and Slovenia: Sex-Workers Experiences (institut Pilar, 2017.). Bila je i članica COST akcija Comparing European Prostitution Policies I Femicide across Europe te članica istraživačkog tima koji je izradio Situacijsku analizu prava djece I žena u Hrvatskoj (UNICEF, 2011; 2014) te Roma Early Childhood Inclusion – Croatia (2015.). Objavila je brojne znanstvene radove vezano uz teme feminističkih teorija, nasilja nad ženama, reproduktivnih prava, rodne ravnopravnosti, prava Romkinja, prakse Europskog suda za ljudska prava, pravna edukacije. Jedna je od autorica priručnika za suce i državne odvjetnike Ensuring Access to Justice for Women (Vijeće Europe, 2017.)